# إطار حجج
إطار الحجج في الذكاء الاصطناعي والمجالات ذات الصلة طريقةٌ للتعامل مع المعلومات المثيرة للجدل واستخلاص النتائج منها باستخدام الحجج الرسمية.
في إطار الحجج المجردة المعلومات على مستوى الإدخال هي مجموعة من الحجج المجردة التي، على سبيل المثال، تمثل بيانات أو اقتراحًا. تُمثّل التعارضات بين الوسائط بعلاقة ثنائية على مجموعة الوسائط. بعبارات محددة، أنت تمثل إطار عمل للحجج باستخدام بيان موجه بحيث تكون العقد هي الحجج، وتمثل الأسهم علاقة الهجوم. توجد بعض الامتدادات لإطار عمل دونج، مثل أطر الحجج المبنية على المنطق أو أطر الحجج المبنية على القيمة.